# 鎌田大三郎
鎌田 大三郎（かまだ だいざぶろう、1859年2月5日〈安政6年1月3日〉 - 没年不明）は、日本の醸造家、会社役員。族籍は香川県平民。

## 人物
香川県平民・鎌田大三郎の長男。1875年、家督を相続する。清酒・生酢醸造業を営む。坂出銀行常務取締役、鎌田産業取締役などをつとめる。住所は香川県綾歌郡坂出町（現坂出市）。

## 家族・親族
鎌田家
- 父・大三郎（香川平民）[2][5]
- 妻・タカ（1859年 - ?、香川、泉又平の妹）[2]
- 二男・晃[4]（1883年 - ?、酒造業、琴平急行電鉄取締役）
  - 同妻・ヨリ（1885年 - ?、香川、大野亨平の二女）[4][5]
- 三男・正威（1885年 - 1935年、台湾総督府事務官兼同参事官）[4] - 住所は台北、東門街二丁目官舎[4]。
  - 同妻・初枝（1889年 - ?、広島、頼俊直の二女）[4]
- 四男・憲夫（1889年 - ?、鎌田勝太郎の養子、鎌田産業取締役）[4]
- 七男・和夫（1898年 - ?、酒造業） - 銘酒三千娘醸造元である[6]。
- 長女・トヨエ（1881年 - ?、岡山、宮原秀一の妻）[4]
- 二女・マサエ（1888年 - ?、香川、大野亨平の二男の妻）[4]
- 三女・ミユキ（1891年 - ?、香川、渡邊三吾の長男良輔の妻）[4]
- 孫

親戚
- 鎌田勝太郎（鎌田産業社長、香川県多額納税者、資産家、醤油醸造家、貴族院議員、衆議院議員）
- 頼俊直（竹原銀行頭取、広島県多額納税者、資産家、広島県の大地主、衆議院議員）